# Đorđe Ocić
Đorđe Ocić (Dalj, 22. rujna 1934. − Beograd, 22. siječnja 2008.) je bio srpski književnik.

## Životopis
Đorđe Ocić se školovao u rodnom Dalju, Vukovaru i Osijeku. Nakon završetka srednje škole, seli se u Beograd, gdje završava Filozofiju na Filozofskom fakultetu. Kao profesor je radio u gimnazijama u Vrbasu i Bečeju, kao i u beogradskoj 11. gimnaziji (1963. − 1991.). Bio je član "Udruženja književnika Srbije" (od 1983. godine), "Udruženja dramskih pisaca Srbije" i "Srpskog filozofskog društva". Živio je i pisao u Beogradu (do 1991. godine), Dalju (90-ih godina 20. stoljeća) i Baru.
Njegova djela se većinom vezuju za Podunavlje, odnosno mitsko "Erdabovo", kraj koji je sam nazvao prema početnim slovima naselja Erdut, Dalj, Borovo i Vukovar.
Za svoj prvi roman Istraga, nagrađen je nagradom "Miloš Crnjanski". Sljedeći roman Smrt u Erdabovu posvijetio je Milutinu Milankoviću. Iako je sebe ponajprije smatrao romanopiscem, pisao je i pripovijetke, poeziju, drame, eseje, rasprave... Napisao je i nekoliko radio-drama: za radio-igru Neobični razgovori dobio je 2. nagradu na natječaju Radio Beograda 1976. godine. Za komediju Flora i fauna dobio je treću nagradu za komediju u Jagodini 1979. godine, a za dramu Avgusti specijalnu nagradu TV Beograda na natječaju Udruženja dramskih pisaca Srbije 1989. godine. Krajem 1980-ih godina u svojim raspravama tumačio je srpsko-albanske i srpsko-hrvatske odnose. O njegovim romanima je 1999. godine pisao filozof Žarko Vidović u svojoj studiji Romani Đorđa Ocića - poetofilosofija i komentari.
Preminuo je 22. siječnja 2008. godine u Beogradu, a pokopan je dva dana kasnije u rodnom Dalju.

## Djela

### Romani
- Istraga, Naša knjiga, Beograd 1981. (COBISS)
- Smrt u Erdabovu, Narodna knjiga, Beograd 1987. ISBN 86-331-0039-8 (COBISS)
- Nevesta iz vaseljene, Rad, Beograd 1995. ISBN 86-09-00383-3 (COBISS)
- Erdabovska zbirka, Znamen, Beograd 1996. ISBN 86-81653-10-5 (COBISS)
- Čudo na Dunavu, Rad, Beograd 1997, 2. izdanje Znamen, Beograd 2000. ISBN 86-09-00483-X (COBISS), ISBN 86-81653-24-5 (COBISS)
- Ako ima carstva, Znamen, Beograd 1998. ISBN 86-81653-18-0 (COBISS)
- Njihove žene, Evro, Beograd 1999. (COBISS)
- Pod sumnjom, Prosvjeta, Zagreb 2003. ISBN 953-6627-57-4 (COBISS)
- Šuma i drum (bildungsroman), "Filip Višnjić", Beograd 2006. ISBN 86-7363-473-3 (broš.), ISBN 978-86-7363-473-9 (COBISS)

### Pripovjetke
- Suveniri, "Filip Višnjić", Beograd 2005. (COBISS)

### Drame
- Avgusti, Beograd 1989.
- Na Zlatnom Rogu, Znamen, Beograd 2001.
- Čudo od čoveka, Znamen, Beograd 2001.
- Hamlet u blu-džinsu (koautorstvo s Dobroslavom Smiljanićem), Znamen, Beograd 2002.
- Krvna zrnca, Drugo stanje, Znamen, Beograd 2003.
- Milanković ili Lako je geniju, Beograd 2006.

### Rasprave
- I Srbi su Crnogorci (Kosovo i srpsko pitanje), Narodna knjiga, Beograd 1989.
- Kad bi bio Slobodan (Dijaloški ogled o voždu i narodu), Znamen, Beograd 1990.
- Srbi i Hrvati na posmatranju, Znamen, Beograd 1999.

### Pjesme za djecu
- I u bašti i u mašti, Znamen, Beograd 1991. ISBN 86-81653-03-02 nevaljani ISBN (COBISS)
- Reči u šetnji, (suautorstvo s kćerkom Jelenom Ocić), Rad, Beograd 1996.

### Radio igre
- Neobični razgovori, Radio Beograd, 1976.
- Deca spavaju, 1998.

### Komedije
- Flora i fauna, 1979.

Godine 2012. Službeni glasnik i Srpska književna zadruga objavili su Dela Đorđa Ocića u 8 knjiga, među kojima i roman Slavljenik iz piščeve rukopisne zaostavštine.

## Nagrade
- Druga nagrada na konkursu Radio Beograda za dečju igru za "Neobične razgovore" 1976.
- Treća nagrada za komediju "Flora i fauna" na konkursu Dana komedije u Jagodini 1979. godine.
- Nagrada Miloš Crnjanski za roman "Istraga", 1982.
- Specijalna nagrada TV Beograd na konkursu Udruženja dramckih pisaca Srbije za dramu "Avgusti", 1989.

## Vanjske poveznice
- Preminuo književnik Đorđe Ocić  Arhivirana inačica izvorne stranice od 31. ožujka 2021. (Wayback Machine)